# Dietisalvi di Speme

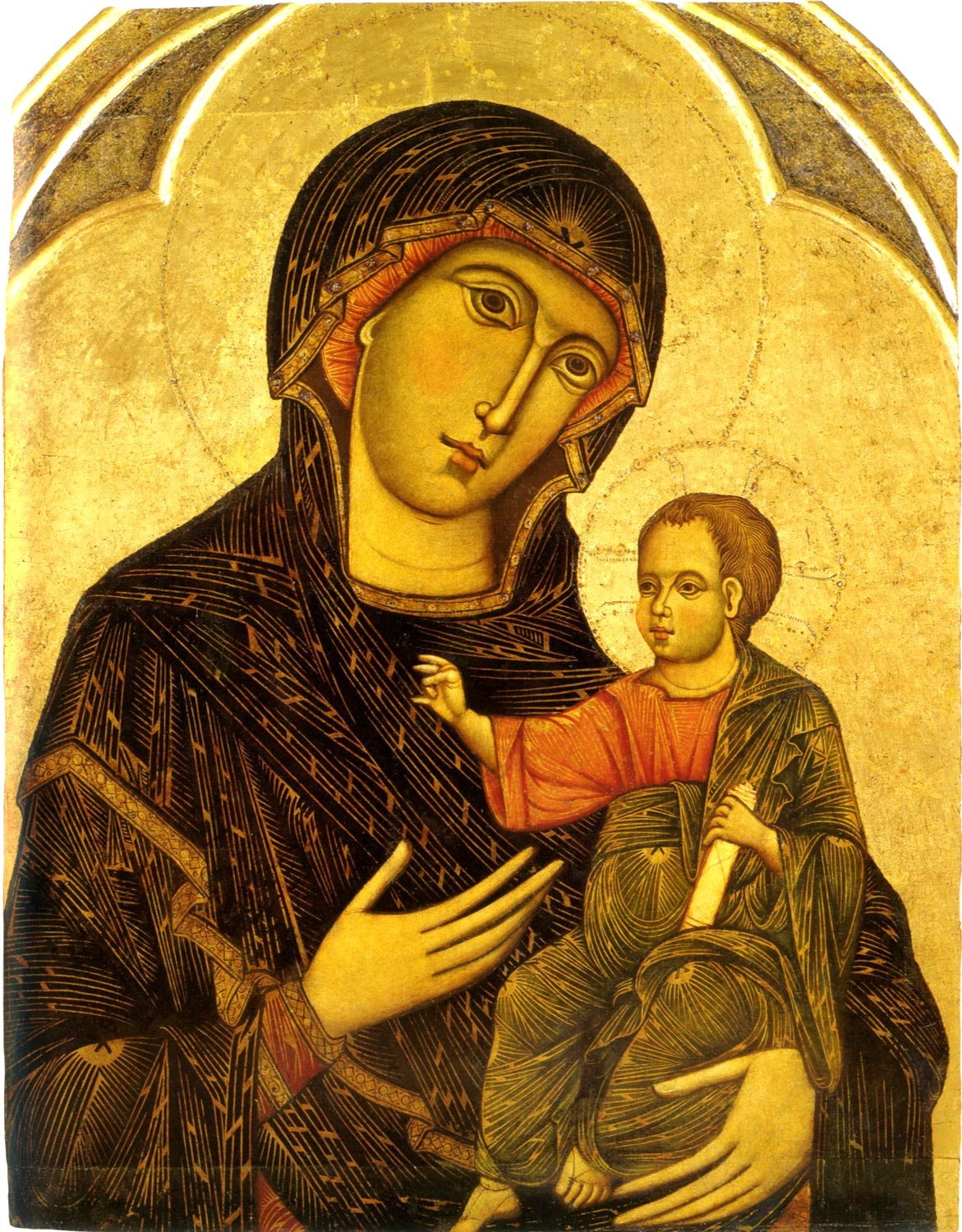
La Madonna del Voto nel Duomo di Siena

Dietisalvi di Speme (XIII secolo) è stato un pittore italiano, operante a Siena dal 1250 al 1291. Fu un preduccesco con forti influssi di Coppo di Marcovaldo e Cimabue.

## Biografia
Forse un trovatello (come farebbe pensare il nome "Dio-ti-salvi" di "Speme", cioè della Speranza), è citato per la prima volta in una tavoletta di biccherna del 1250 (secondo una trascrizione settecentesca di Giovan Girolamo Carli), e poi ancora, come pittore delle coperte dei libri, nel 1261, 1262, 1276, 1278, 1282-1283 e 1284; in tutto è stato ricostruito che ne avrebbe dipinte ben 56 tra il 1259 e il 1288, delle quali ne rimangono oggi solo quattro, che rappresentano le sue uniche opere documentate. A lui i magistrati si rivolsero ininterrottamente dal 1259 al 1272 e successivamente alternandolo con altri pittori (tra cui anche Duccio di Buoninsegna) guadagnandosi il maggior numero di commissioni.
Nel 1262 dipingeva un perduto gonfalone del Terzo di San Martino; nel 1281 (o '91, secondo un altro documento), realizzò un'iscrizione a palazzo Pubblico e nel 1285 e nell'agosto del 1291 decorò due casse di cui non si ha più traccia.
Nel 1285 e nel 1291 è ricordato come residente in contrada Sant'Egidio de' Malavolti, nel Terzo di Camollia, e in seguito in San Donato. In tutti questi documenti è sempre ricordato col solo nome, e l'unico in cui compaia anche il patronimico è del 18 gennaio 1290 (1289 secondo l'uso senese).

## Opere
Delle quattro tavolette di biccherna riferibili al suo nome, quella del 1267 ha i soli stemmi dei Quattro Provveditori (Archivio di Stato di Siena, inv. 3; quella del luglio-dicembre del 1264 è dedicata a Ildebrandino Pagliaresi (AdS Siena inv. 2); quella di gennaio-giugno 1270 Ranieri Pagliaresi (AdS Siena inv. 4); quella infine del luglio-dicembre 1282 è con Don Griffolino (Museo di belle arti di Budapest inv. 2-36). In queste opere si nota l'evoluzione, in un ventennio, di uno stile che tende ad avvicinarsi a Giunta Pisano e Cimabue, con tocchi più disinvolti e effetti più languidi del contemporaneo e più diligente Guido da Siena, con cui pure qualche volta collaborò.
Luciano Bellosi, nel 1991, ha esaltato la sua figura riferendogli alcune importanti opere su tavola che avevano oscillato tra il suo nome e quello di Guido da Siena. Tra queste la Madonna di San Bernardino, del 1262, la Madonna col Bambino del Museo statale d'arte medievale e moderna di Arezzo, la Madonna Galli-Dunn e la Madonna del Voto, destinata a un altare del Duomo di Siena. In queste opere si nota un progressivo distacco dagli influssi di Coppo di Marcovaldo, alla ricerca di una maggiore espansione corporea e una più raffinata ricerca cromatica.
Gli sono inoltre attribuiti gli sportelli esterni del reliquiario del beato Andrea Gallerani (Pinacoteca nazionale di Siena, inv. 5, gli sportelli interni sono invece attribuiti a Guido da Siena), alcuni scomparti del Dossale di Badia Ardenga (Pinacoteca nazionale di Siena) e il Reliquiario di san Francesco, santa Caterina, san Bartolomeo e santa Chiara (Pinacoteca nazionale di Siena n. 4).
L'ultima fase della sua carriera è legata alla croce nel Museo delle pie disposizioni a Siena, in cui sembra aggiornarsi alla recente Maestà pisana di Cimabue.
Inoltre gli sono attribuiti alcuni affreschi della cripta del Duomo di Siena, in particolare il Bacio di Giuda e altri di recente rinvenimento.

## Elenco
- Madonna di San Bernardino, 1262, tempera e oro su tavola, 142x100 cm, Siena, Pinacoteca nazionale (n. 16)
- Tavoletta di biccherna del camarlengo Ildebrandino Pagliaresi, luglio/dicembre 1264, tempera su tavola, 36,4x24,2 cm, Siena, Archivio di Stato (n. 2)
- Madonna Galli-Dunn, 1265 circa, tempera e oro su tavola, 120x170 cm, Siena, Pinacoteca nazionale (n. 587)
- Tavoletta di biccherna n. 3, luglio/dicembre 1267, tempera su tavola, 35x25 cm, Siena, Archivio di Stato
- Madonna del Voto, 1267 circa, tempera e oro su tavola, 112x82 cm, Siena, Duomo, Cappella Chigi
- Tavoletta di biccherna del camarlengo Ranieri Pagliaresi, gennaio/giugno 1270, tempera su tavola, 35,4x24,4 cm, Siena, Archivio di Stato (n. 4)
- Beato Andrea Gallerani che accoglie i pellegrini (sportelli esterni di un dittico dipinto in collaborazione con Guido da Siena), 1270 circa, tempera su tavola, Siena, Pinacoteca nazionale
- Tavolette dal Dossale di Badia Ardenga, 1280 circa, tempera e oro su tavola, Siena, Pinacoteca nazionale
  - Strage degli innocenti, 33x40 cm
  - Bacio di Giuda, 34x32,5 cm
  - Crocifissione, 33x48 cm
  - Deposizione dalla croce, 33,5x47 cm
  - Compianto sul Cristo morto, 34x47,5 cm
- Tavoletta di biccherna del camarlingo don Griffolino, luglio/dicembre 1282, tempera su tavola, 36x23,5 cm, Budapest, Museo di belle arti
- Bacio di Giuda e altri affreschi, Siena, cripta del Duomo
- Crocifisso, Siena, Museo della Società di Esecutori di Pie Disposizioni